# Hoả hoạn Trung tâm Thương mại Thế giới 1975

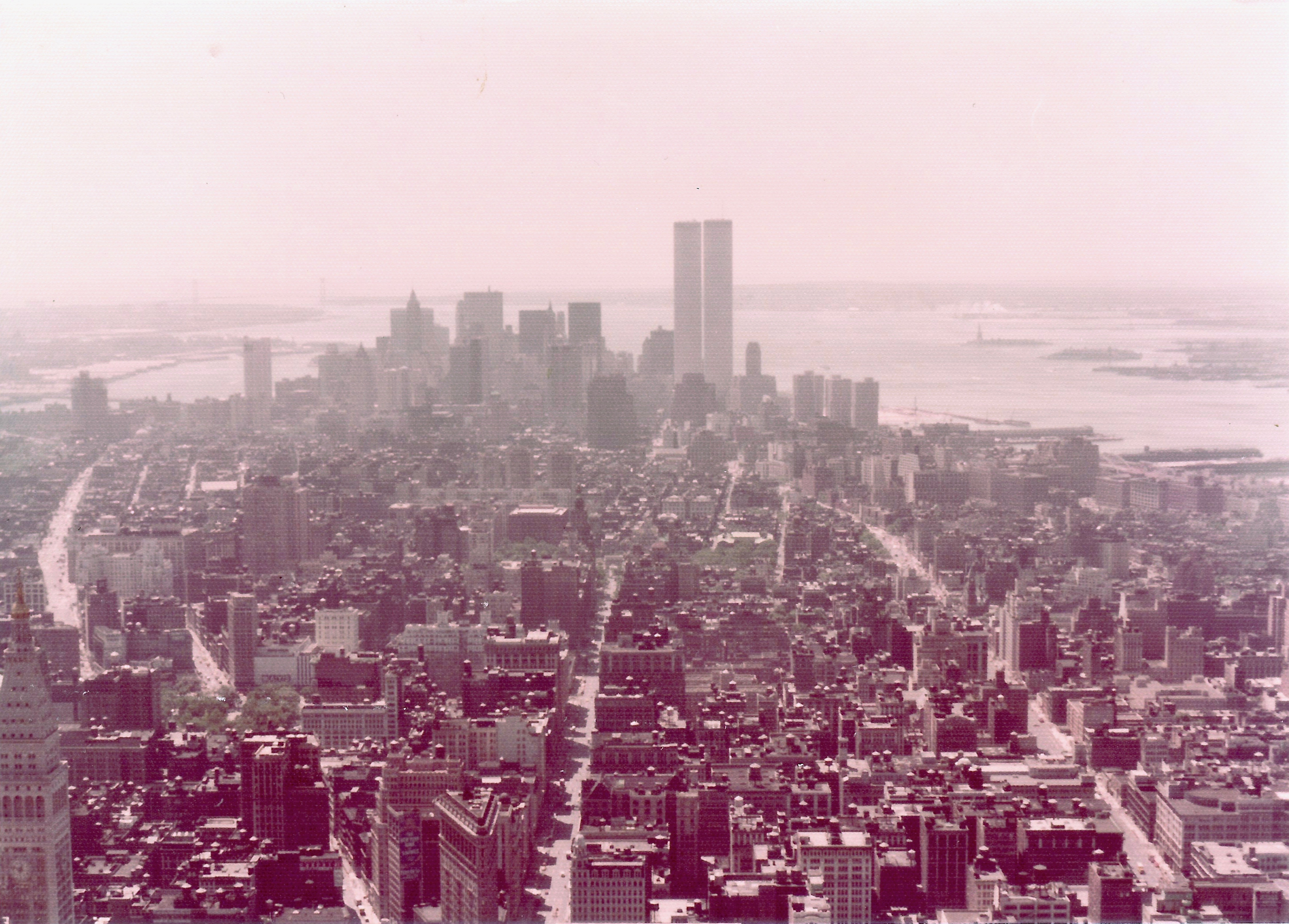
Góc nhìn khu phức hợp từ Empire State, 6 tháng sau vụ cháy.

Vụ hỏa hoạn Trung tâm Thương mại Thế giới năm 1975 là một vụ phóng hỏa tại Trung tâm Thương mại Thế giới số Một ở Hạ Manhattan, New York xảy ra vào ngày 12 tháng 2 năm 1975. Đám cháy ban đầu bắt đầu và lan từ tầng 11 giữa tầng 9 và tầng 14, nhưng lính cứu hỏa đã nhanh chóng dập tắt. Chủ mưu sau đó đã bị bắt ba tháng sau đó vào ngày 20 tháng 5, được xác định là Oswald Adorno, một người bảo vệ làm việc tại khu phức hợp, người có động cơ là vì anh ta "bất mãn với chủ lao động của mình".
Không có thương vong trực tiếp và chỉ có thương tích nhẹ, với một vài trường hợp hít phải khói ; chi phí thiệt hại ước tính là 1 triệu đô. Năm 1981, một hệ thống phun nước trị giá 45 triệu đô la đã được phê duyệt và bắt đầu lắp đặt vào tòa nhà sau vụ hỏa hoạn. Một số luật ở New York liên quan đến an toàn phòng cháy chữa cháy cũng đã được cập nhật.

## Đám cháy

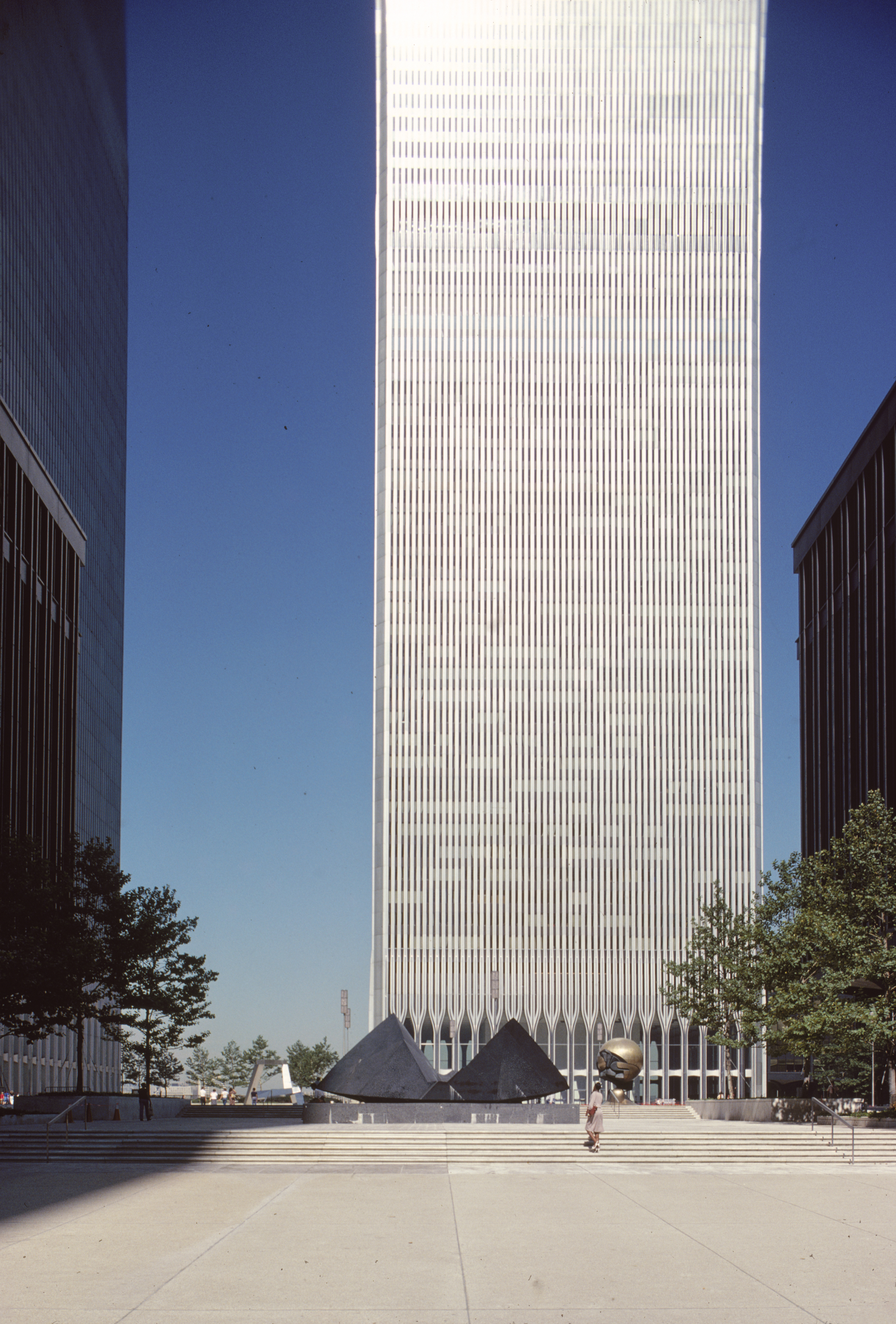
Vụ hỏa hoạn có thể nhìn thấy ở đây.

Lúc 11:45 tối ngày 12 tháng 2 năm 1975, một đám cháy cấp độ ba đã bùng phát ở tầng 11 tại các văn phòng của Công ty BF Goodrich bên trong Tháp Bắc của Trung tâm Thương mại Thế giới. Đám cháy sau đó lan sang sáu tầng khác giữa tầng 9 và tầng 14 thông qua trục cáp lõi bên trong của tòa tháp thông qua cáp điện thoại trong một trục cáp, mặc dù không lan sang các phòng khác hoặc ra hành lang.
Sau khi thăm dò khoang điều hòa, các kỹ sư xây dựng đã chuyển chế độ điều hòa sang chế độ thanh lọc để thổi không khí vào lõi tòa nhà nhằm ngăn chặn đám cháy lan rộng hơn nữa.
Tổng cộng đã có 132 lính cứu hỏa với 24 thiết bị chữa cháy đã phản ứng; và năm mươi người, chủ yếu là nhân viên bảo trì, đã được sơ tán, sau đó lính cứu hỏa đã đi thang máy chở hàng lên tầng 9, gắn vòi vào ống phun ở tầng 10 và bắt đầu tiến lên tòa nhà trong khi dập tắt đám cháy. Đám cháy đã được dập tắt gần như ngay lập tức và đám cháy ban đầu đã được dập tắt trong vòng ba giờ.

## Hậu quả

### Thiệt hại
Mười sáu lính cứu hỏa đã được điều trị tại hiện trường do hít phải khói và bị thương nhẹ, trong khi hai mươi lính cứu hỏa khác được điều trị sau vụ hỏa hoạn cũng như hai mươi lính cứu hỏa và tám nhân viên tòa nhà được điều trị do tiếp xúc với khói và bị thương nhẹ. Không có thương vong trực tiếp trong vụ hỏa hoạn.
Albert Ullman, một chuyên gia của RJ Saunders, Inc., được cho là đã lên cơn đau tim khi đến làm việc vào buổi sáng hôm sau và thấy văn phòng của mình bị cháy. Ông được đưa đến Bệnh viện Beekman-Downtown, nơi ông được tuyên bố đã tử vong sau đó.
Mặc dù lan rộng trên khoảng 65% khu văn phòng ở tầng 11, đám cháy không gây ra thiệt hại nghiêm trọng về mặt cấu trúc cho tòa tháp và không cần thay thế bất kỳ giàn kèo nào. Phát ngôn viên của Cảng vụ New York và New Jersey báo cáo rằng chỉ có tầng 11 bị cháy, tầng 10 và tầng 9 bị hư hại nặng nề do nước và thiệt hại do khói lan đến tầng 15. Chi phí và thiệt hại ước tính là 1 triệu đô.

### Hệ thống cứu hỏa
Vào ngày 12 tháng 3 năm 1981, Cảng vụ New York đã bắt đầu xây dựng hệ thống phun nước bên trong tòa tháp phía bắc với chi phí 45 triệu đô la sau vụ hỏa hoạn sáu năm trước.

### Cập nhật mã phòng chữa cháy
Luật của Thành phố New York sau đó đã được cập nhật để yêu cầu các công trình có sàn phải được chia thành các đơn vị có diện tích 7.500 feet vuông trở xuống. Ngoài ra, luật đã được cập nhật để yêu cầu các hệ thống phát hiện khói sẽ tắt hệ thống điều hòa không khí trong trường hợp hỏa hoạn để ngăn chặn sự lan rộng của đám cháy.

## Kiện cáo
Vào thời điểm xảy ra sự kiện, không có nguyên nhân nào gây ra vụ cháy được biết đến. Ralph Graniela và Thomas Flanagan, cả hai đều là cảnh sát phòng cháy chữa cháy, đã làm việc bí mật tại tòa tháp, đóng giả là đội bảo trì để cố gắng tìm và bắt kẻ phóng hỏa. Vào ngày 19 tháng 5 năm 1975, một vụ cháy khác bùng phát tại tòa nhà vào ban đêm. Sau vụ cháy, cảnh sát phòng cháy chữa cháy bí mật bắt đầu nghi ngờ Oswald Adorno, 19 tuổi, một người bảo vệ làm việc tại tòa nhà, là người đã gây ra vụ cháy.
Vào ngày 20 tháng 5 năm 1975, Oswald Adorno đã bị cảnh sát bắt vì đã gây ra sáu vụ cháy tại Trung tâm Thương mại Thế giới vào tháng 5. Sau đó, người ta xác nhận rằng anh cũng là người chịu trách nhiệm cho vụ cháy tòa nhà vào tháng 2. Quyền Ủy viên Cứu hỏa Stephen J. Murphy cho biết Adorno đã nói với cảnh sát trưởng cứu hỏa rằng động cơ gây ra vụ cháy của anh ta là vì anh ta "bất mãn với chủ nhân của mình; anh ta nói rằng anh ta không được công nhận đúng mức". Phó cảnh sát trưởng cứu hỏa Michael O'Connor nói thêm, "Anh ta nói rằng ông chủ của anh ta bắt anh ta làm việc quá sức, bắt anh ta phải làm việc quá nhiều tầng". Adorno đã bị buộc tội bảy tội danh đốt phá cấp độ hai.